# Квинт Опимий (консул)
Квинт Опи́мий (лат. Quintus Opimius; умер после 154 года до н. э., Рим, Римская республика) — римский военачальник и политический деятель из плебейского рода Опимиев, консул 154 года до н. э. Командовал в войне с лигурами.

## Биография
Квинт Опимий принадлежал к незнатному плебейскому роду Опимиев. Капитолийские фасты сообщают, что и отец, и дед Квинта носили тот же преномен. Больше о них ничего не известно.
Источники сообщают, что в юности Квинт Опимий пользовался дурной славой, которую не забыли даже после его консулата. В частности, Марк Туллий Цицерон рассказывает, как над Квинтом пошутил «весельчак Эгилий, женственный только на вид». В ответ на слова «— Ах, ты, моя Эгилия, когда ты придешь ко мне со своей пряслицей и куделью?» Эгилий сказал: «— Ах, я, право, не смею, ведь мама запретила мне ходить к распутницам!»
О политической карьере Квинта до консулата источники ничего не сообщают. Предположительно Опимий начал свой cursus honorum после 167 года до н. э., поскольку в противном случае он упоминался бы у Тита Ливия. Согласно закону Виллия, он должен был не позже 157 года до н. э. занимать должность претора. В 154 году до н. э. Квинт стал консулом, и его коллегами по этой должности были сначала патриций Луций Постумий Альбин, а после смерти последнего — плебей Маний Ацилий Глабрион.
Сенат направил Квинта Опимия на войну с лигурами, которые враждовали с римским союзником Массилией и напали на двух римских легатов. Консул вторгся в Лигурию от Плаценции и взял город Эгитна, жителей которого продал в рабство. На реке Апрон он был атакован 4-тысячным отрядом племени оксибиев, но легко обратил его в бегство, а затем разгромил и пришедших на помощь врагу декиетов. Оба племени капитулировали. Квинт Опимий отдал часть их земель Массилии и обязал их выдавать массилийцам заложников, после чего вернулся в Рим. Триумф он скорее всего не получил, хотя многих других полководцев сенат легко удостаивал такой почести за победы в Лигурии. Полибий назвал Квинта в связи с лигурийской войной «весьма сообразительным» человеком.
О дальнейшей судьбе Квинта Опимия не известно ничего, кроме двух анекдотичных историй, рассказанных Цицероном и Гаем Луцилием.

## Потомки
Предположительно у Квинта Опимия было двое сыновей. Старший, тоже Квинт, фигурирует в гипотетической родословной только как отец Квинта, народного трибуна 75 года до н. э., и Луция, участника Союзнической войны. Второй, Луций, был консулом в 121 году до н. э. и стал известен как противник Гая Семпрония Гракха.